# Taxi 3
Pour les articles homonymes, voir Taxi (homonymie).
Série Taxi
Taxi 2
(2000) Taxi 4
(2007)
Pour plus de détails, voir Fiche technique et Distribution.
Taxi 3 est un film français réalisé par Gérard Krawczyk, tourné en 2002 et sorti en 2003.
Il s'agit du troisième opus de la série Taxi produite par Luc Besson.
Le film débute à l'approche de Noël à Marseille. Depuis quelques mois sévit un gang de braqueurs de banque déguisés en pères-Noël qui sème la police. Emilien et Daniel découvrent également qu'ils vont bientôt devenir pères et décident de s'entre-aider pour remonter la piste du gang. Pendant ce temps, le commissaire Gibert qui met toute la brigade sur l'affaire du gang accueille la journaliste Qiu venue faire un reportage. S'ensuivront une série d'évènements qui vont conduire à une grande course-poursuite dans les Alpes sous la neige.

## Synopsis
Un homme en costume au visage dissimulé par un casque de moto est poursuivi par plusieurs hommes à rollers. Tels des ninjas, le fuyard et ses poursuivants courent et sautent sur les immeubles de Marseille. Après avoir volé un vélo, l'homme arrive au vieux port. Sur le quai, il essaie de voler un skateboard mais un groupe d'enfants l'en empêche en le braquant avec leurs pistolets. Pour échapper à ses poursuivants, l'homme, un espion, tombe sur le taxi de Daniel (alors en pleine pause déjeuner) et demande de l'emmener à l'aéroport en 20 minutes. Durant le trajet, Daniel teste un nouveau produit boostant son moteur pour semer la nouvelle patrouille policière chargée de l'intercepter. Une fois arrivés, Daniel remarque que son passager est le premier à ne pas vomir après une course ultra-rapide. Un hélicoptère arrive et l'espion remercie Daniel en se faisant hélitreuiller.
Émilien est obsédé depuis huit mois par un mystérieux gang de braqueurs de banque déguisé en pères Noël. D'ailleurs, Noël approche et il va être de plus en plus difficile de les appréhender au milieu de la foule et des vrais Pères Noël. Si bien qu'il ne laisse pas Petra, devenue sa femme, lui annoncer quelque-chose d'important. Lily, lassée de vivre dans un garage et de voir son copain sans arrêt avec sa voiture, quitte Daniel en lui reprochant de ne pas assez s'occuper d'elle.
À la terrasse d'un café, Émilien discute de l'enquête avec son collègue Alain, devenu fan de Bob Marley. Ils remarquent un grand Père Noël distribuant des tracts qui fait tomber un pistolet avant de le ramasser. Pour Émilien, c'est l'occasion de coffrer un membre du gang, d'autant plus qu'un camion de convoyeurs de fonds vient de se garer à quelques dizaines de mètres. Tel un superhéros, Émilien crie à tout le monde de se mettre à terre et se jette sur le Père Noël tandis que les convoyeurs repartent, armés de fusils.
Émilien et Alain emmènent le faux Père Noël dans le bureau du commissaire Gibert et se moquent de lui pour avoir fait tomber son pistolet bêtement. Gibert étant absent, Émilien s'assoit dans son fauteuil et s'improvise chef tandis qu'Alain frappe le Père Noël à coups d'annuaire téléphonique pour le faire parler. Émilien cherche alors dans l'ordinateur à qui appartient le pistolet grâce à un numéro gravé dessus et il découvre que c'est l'arme de Gibert. Alain enlève le scotch de la bouche du Père Noël et il s'avère qu'il n'est autre que le commissaire Gibert, déguisé pour infiltrer le gang des Pères Noël.
En attendant qu'on le délivre de ses menottes, Gibert reçoit la visite d'une journaliste sino-suisse, Qiu, souhaitant faire un reportage sur la police française. Émilien est plus bas que terre à cause de sa bourde et Petra vient lui annoncer qu'elle est enceinte... depuis huit mois. Le policier était tellement dans son boulot qu'il n'a remarqué ni le gros ventre de Petra, ni les photos de l'échographie et les choux qu'elle a disposés dans le bureau de son mari. Émerveillé, Émilien est fou de joie de devenir papa.
De son côté, Daniel regrette amèrement le départ de Lily et tombe sur un étrange objet dans la salle de bains. Il fonce à la pharmacie et le pharmacien lui indique c'est un test d'ovulation nouvelle génération. Il décide de montrer à Daniel l'immense culture de sa fille Angèle, connaissant tous les médicaments par cœur. En voyant le test, la jeune fille pense que c'est le sien et avoue qu'elle a couché avec un inconnu alors qu'elle était ivre. Daniel, prenant conscience que Lily est enceinte, quitte le pharmacien qui lui est décomposé... tout comme l'agent de police chargée de lui mettre une amende pour stationnement interdit que Daniel utilise les gadgets de son taxi pour l'éloigner...
Gibert convoque ses équipes dans son bureau, d'autant plus que la presse locale fait état de son incompétence. Il décide de mobiliser l'intégralité de ses troupes et faire de l'arrêt du gang des Pères Noël une priorité avec les mots d'ordre : Concertation, Réflexion, Action pour l'Opération Snow White. Ouvrant un cadeau de Noël sur son bureau, il se rend compte que c'est une provocation du gang des Pères Noël qui leur donne rendez-vous à la Banque Europa dans cinq minutes. Émilien, lui, n'a rien suivi de la réunion, il est aux anges depuis qu'il sait qu'il va être papa.
Les policiers se mettent devant la banque pour stopper les braqueurs mais ces derniers s'échappent avec un Monster truck qui écrase la voiture de Gibert. Alain tente de réquisitionner une voiture mais un automobiliste le percute. La police se met à sa poursuite tandis que le monster truck fait son chemin dans Marseille, roulant sur les voitures des habitants, pénétrant dans les maisons et laissant la voiture dans laquelle se trouvent Gibert, Émilien, Alain et Qiu au fond d'une piscine, percutés par leurs collègues à cause de l'effet domino. Ils peuvent néanmoins compter sur leur chauffeur, maître-nageur de formation, pour les sortir de là.
Daniel lui se met en tête de reconquérir Lily, rentrée chez ses parents. Il tombe sur le père de cette dernière, le général Bertineau qui attend son chauffeur. Ce dernier ayant eu un accident, Daniel se propose de l'emmener, ainsi que Lily qui doit aller chez le docteur et n'a toujours pas pardonné à Daniel. Au cours du trajet, Lily se rend compte que Daniel, qui discute avec son père, semble décidé à moins travailler et à prendre son rôle de père au sérieux. Une fois Lily déposée devant chez son médecin, Daniel met les gaz pour conduire le général au commissariat. Pendant ce temps, Qiu vient faire un massage à Gibert et en profite pour pirater son ordinateur. Elle est cependant contrainte de partir lorsque des hauts-gradés dont Bertineau entrent dans le bureau.
Émilien rejoint Daniel dans son taxi et les deux amis se rendent compte qu'ils vont être père en même temps. Daniel fait remarquer à Émilien qu'ils devront tous les deux décrocher de leur travail pour s'occuper de leurs femmes et de leurs enfants. Malgré tout, Émilien donne l'ordre à Daniel de poursuivre un Père Noël à scooter. Ils arrivent dans une usine désaffectée où d'autres Pères Noël s'affairent. Daniel conseille à Émilien de laisser Gibert s'occuper de l'affaire mais le policier, ne voulant pas faire d'autre brouille, souhaite avoir toutes les informations en main. Il tente de sauter pour rejoindre le bâtiment d'en face mais trébuchant sur son lacet défait, il chute violemment dans une poubelle. Les Pères Noël, alertés par le bruit, le capturent et le mènent dans un salon chinois où l'attend Qiu, la journaliste. Pour le torturer, elle tente de le séduire pendant que Daniel prévient les policiers qu'Émilien a été enlevé.
Tout le commissariat se prépare à cueillir les Pères Noël devant la banque qu'ils viennent de braquer et ont de gros moyens pour neutraliser le Monster Truck mais les malfaiteurs qui s'avèrent être des Chinois s'échappent à rollers, prévenus dans leur langue par Qiu à bord de la voiture de Gibert avec le portable d'Emilien qu'elle lui a volé (Gibert pensait qu'elle avait acheté le même modèle que lui). Qiu s'en va avec une voiture de police et Daniel la suit avec son taxi. Peu après, les Chinois laissent Émilien attaché sur une chaise dans un vieil entrepôt et Qiu le nargue une dernière fois avant d'actionner un mécanisme qui dans les cinq minutes fera s'actionner une boule de démolition qui pulvérisera le policier. Les Chinois partent et Daniel, qui les avait suivis, parvient à sauver Émilien in-extremis. Remarquant de la neige fondue au sol et sachant que Qiu porte des bottes de fourrure, Daniel et Émilien découvrent que les Chinois vont passer par les Alpes, se mêler aux skieurs et encaisser l'argent dérobé dans des comptes en Suisse, Qiu étant à moitié-suisse par son père.
Quelques heures plus tard, le taxi avec Daniel et Emilen arrivent à Tignes et retrouvent la trace des Chinois, et ceux-ci ont pris une dameuse pour traverser la neige en hors piste. Grâce à un nouvel équipement du taxi, Daniel et Émilien suivent les Chinois dans la neige, et les suivent jusqu'à leur chalet. Une fois là-bas, ils informent Bertineau qui lance une opération avec son avion militaire qui va survoler la station de ski pour intercepter les chinois. Mais ces derniers quittent le chalet en ski et redescendent vers la station de ski, suivis par le taxi.
A bord de l'avion militaire de Bertineau en survol au-dessus de Tignes, des policiers d'élite sautent en parachute et Gibert, ancien membre des Chasseurs Alpins a tenu à faire partie de l'opération. À cause de sa sangle trop courte, il se prend gamelle sur gamelle. Malgré les avertissements d'Alain, le commissaire finit par trancher la sangle et se jette dans le vide avec son parachute. Alors que le taxi s'incruste dans une compétition de ski pour poursuivre les Chinois, ces derniers atteignent leur hélicoptère mais les policiers, cachés sous la neige, surgissent et mettent le grappin sur Qiu et sa bande. Émilien récupère son téléphone portable que Qiu lui avait volé lors de la séance de torture et Daniel lui fait remarquer qu'il n'est pas bien rancunier pour s'être fait torturer pendant des heures. Gibert quant à lui passe par un trou dans la glace et tombe dans un lac gelé. Au moment où Émilien s'apprête à le sortir de là, le jeune policier reçoit un appel de Petra qui est sur le point d'accoucher. Il demande à Daniel de l'aider à sortir le commissaire du lac gelé et de l'emmener et en même temps, rejoindre sa femme à l'hôpital en vitesse.
Après de rudes efforts pour Petra et des moments d'incompréhension pour Émilien, le bébé naît enfin et c'est un petit garçon. Alors qu'il avait promis à sa femme de ne pas tomber dans les pommes, Émilien s'évanouit au moment de couper le cordon. Dans les couloirs, Daniel tombe sur Lily. Il s'excuse de ne pas s'être assez occupé d'elle, lui promet qu'il va être un bon père et la demande en mariage. Lily accepte et l'emmène faire l'amour dans la salle des soins intensifs alors que Gibert, entièrement congelé, est emmené sur un fauteuil roulant en répétant "É...mi...lien..."

## Fiche technique
Sauf indication contraire, les informations mentionnées dans cette section peuvent être confirmées par la base de données cinématographiques IMDb,  présente dans la section « Liens externes ».
- Titre original : Taxi 3
- Réalisation : Gérard Krawczyk
- Scénario : Luc Besson
- Musique : DJ Kore et DJ Skalp
- Décors : Jacques Bufnoir
- Costumes : Agnès Falque
- Photographie : Gérard Sterin
- Son : Vincent Tulli, Carl Goetgheluck, Didier Lesage, Didier Lozahic
- Montage : Yann Hervé
- Production : Luc Besson, Laurent Pétin et Michèle Pétin
  - Production déléguée : Bernard Grenet
  - Production associée : Pierre-Ange Le Pogam (non crédité)
  - Assistant production : Mehdi Sayah
- Sociétés de production[1] : EuropaCorp et ARP Sélection, en coproduction avec Apipoulaï et TF1 Films Production, avec la participation de Canal+
- Société de distribution : ARP Sélection (France) ; Monopole-Pathé (Suisse romande)
- Budget : 14 490 000 €[2]
- Pays de production :  France
- Langue originale : français
- Format[3] : couleur (Technicolor) - 35 mm - 1.85:1  son DTS-ES | Dolby Digital EX
- Genre : action, comédie, policier
- Durée : 87 minutes
- Dates de sortie[4] :
  - France, Belgique, Suisse romande : 29 janvier 2003
  - Québec : 30 mai 2003
- Classification[5] :
  - France : tous publics avec avertissement[6]
  - Belgique : tous publics (Alle Leeftijden)[7]
  - Suisse romande : interdit aux moins de 10 ans[8]

## Distribution
- Samy Naceri : Daniel Morales

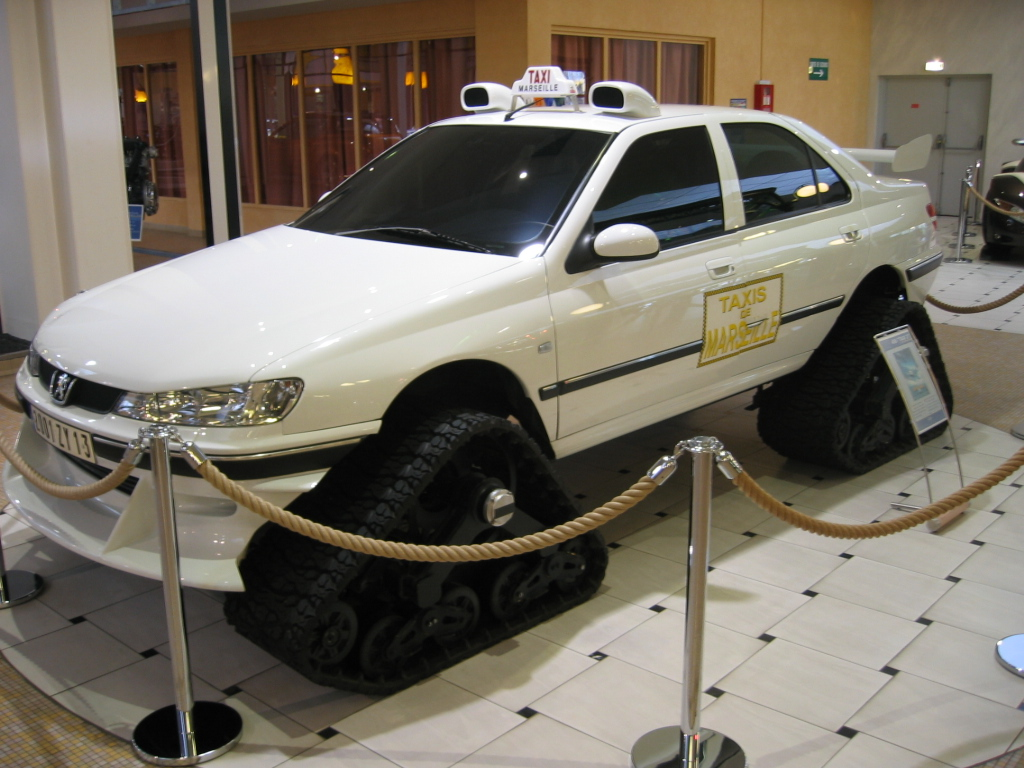
Peugeot 406 du film au Musée de l'Aventure Peugeot de Sochaux.

- Frédéric Diefenthal : Émilien Coutant-Kerbalec
- Bernard Farcy : le commissaire Gérard Gibert
- Marion Cotillard : Lilly Bertineau
- Emma Sjöberg : Petra
- Édouard Montoute : Alain Trésor
- Bai Ling : Qiu, journaliste et braqueuse
- Jean-Christophe Bouvet : le général Edmond Bertineau
- Patrice Abbou : Rachid, le policier qui réquisitionne le cannabis
- David Gabison : le ministre
- Jean-Louis Schlesser : le flic voiture rapide
- Gérard Krawczyk : flic radar #1 (caméo)
- Vincent Tulli : flic radar #2
- Claude Sésé : Planton
- Bonnafet Tarbouriech : le pharmacien
- Shirley Kohn : Angèle, la fille du pharmacien
- Éric Naggar : médecin accoucheur
- Sylvester Stallone (VF : Alain Dorval) : l'espion (séquence pré-générique ; caméo non crédité)

## Production
Le début du tournage du film fixé au 7 octobre 2001 a finalement eu lieu le 15 octobre 2001 et s'est déroulé en Studio à Paris puis à Marseille, puis il a été mis en pause fin novembre 2001, le temps de préparer la Peugeot 406 équipée de Chenille et qui a servi pour les tournages des séquences à Val-d'Isère, mais aussi parce que Samy Naceri était retenu pour le tournage du film La Mentale. Le tournage a donc repris à Tignes Val-d'Isère  le 18 janvier 2002.
Le 11 novembre 2001, un accident s'est produit durant le tournage de la scène de la filature de la Citroën C5 de la braqueuse QIU et qui était suivie par le taxi. La cascadeuse qui conduisait la Citroën C5 a perdu le contrôle de son véhicule dans un virage et a percuté un arbre. L'accident a eu lieu en raison du fait que la chaussée était devenue glissante et parce que la cascadeuse roulait trop vite lors de cette prise. Elle n'a donc pas réussi à aborder son virage, elle finira handicapée à vie. Elle entamera des procédures pour obtenir des indemnités sans succès.

## Bande originale
Bandes originales Taxi
Taxi 2
(2000) Taxi 4
(2007)
La bande originale de Taxi regroupe diverses chansons inédites d'artistes rap et R'n'B français, ainsi que des artistes internationaux comme Pharrell Williams et son groupe N.E.R.D. La plupart des titres sont produits par Kore et Skalp.
Deux vidéoclips ont été réalisés pour promouvoir le film dont Qu'est-C'Tu Fous Cette Nuit?, réalisé par Olivier Megaton, interprété par Humphrey & Busta Flex, et Match Nul, réalisé par Raphael IV, par Éloquence & Kayliah[source secondaire souhaitée]. Ils sont disponibles dans le dvd du film.
L'album s'est vendu à plus de 150 000 exemplaires et est certifié disque d'or.
Liste des titres
1. Making Off (Générique) - Dadoo (Composé par Kore et Skalp)
2. Qu'est-c'tu fous cette nuit ? - Busta Flex & Humphrey (Composé par Kore et Skalp)
3. Match nul - Éloquence & Kayliah (Composé par Kore et Skalp)
4. Tout c'qu'on connaît - Booba & Nessbeal (Composé par Kore et Skalp)
5. Plus vite que jamais - Lara (Composé par Kore et Skalp)
6. Where's Yours At? - Pharrell Williams & Rohff (Composé par The Neptunes)
7. 10 minutes chrono - 113 (Composé par Albdelkrim Brahim & Stéphane Holz)
8. Vivre sans ça - China, Dadoo & Diam's (Composé par DJ Mehdi & Zdar)
9. Gotta Drive - Ärsenik & Lara (Composé par The Neptunes)
10. Tarif C - Oxmo Puccino (Composé par Kore et Skalp)
11. L'Allumage - Willy Denzey (Composé par Kore et Skalp)
12. J'accélère - Pit Baccardi (Composé par DJ Mehdi)
13. Profite - Costello (Composé par Kore et Skalp)
14. Laissez-nous vivre - Corneille (Composé par Kore et Skalp)
15. P'tite sœur - Dadoo & Leslie (Composé par Kore et Skalp)
16. Trouble - Intouchable & OGB (Composé par DJ Mehdi & Marie-Jeanne Serrero)
17. Find My Way - N.E.R.D (Composé par The Neptunes)
18. Love - Lynnsha & Soundkail (Composé par Niko Noki)
19. Du spy dans l'air - Doc Gynéco (Composé par Charly Clovis)

## Accueil

### Box-office
En France, le film dépasse la barre des 6 millions d'entrées et se classe 3e du box-office annuel. C'est le plus grand succès de Sylvester Stallone, malgré le fait qu'il ne fasse qu'une très courte apparition.
| Pays ou région    | Box-office        | Date d'arrêt du box-office | Nombre de semaines |
| ----------------- | ----------------- | -------------------------- | ------------------ |
| France            | 6 151 691 entrées |                            | -                  |
| États-Unis Canada | 497 208 $         | 12 juin 2003               | 2                  |
| Total mondial     | 65 497 208 $      | -                          | -                  |

## Autour du film

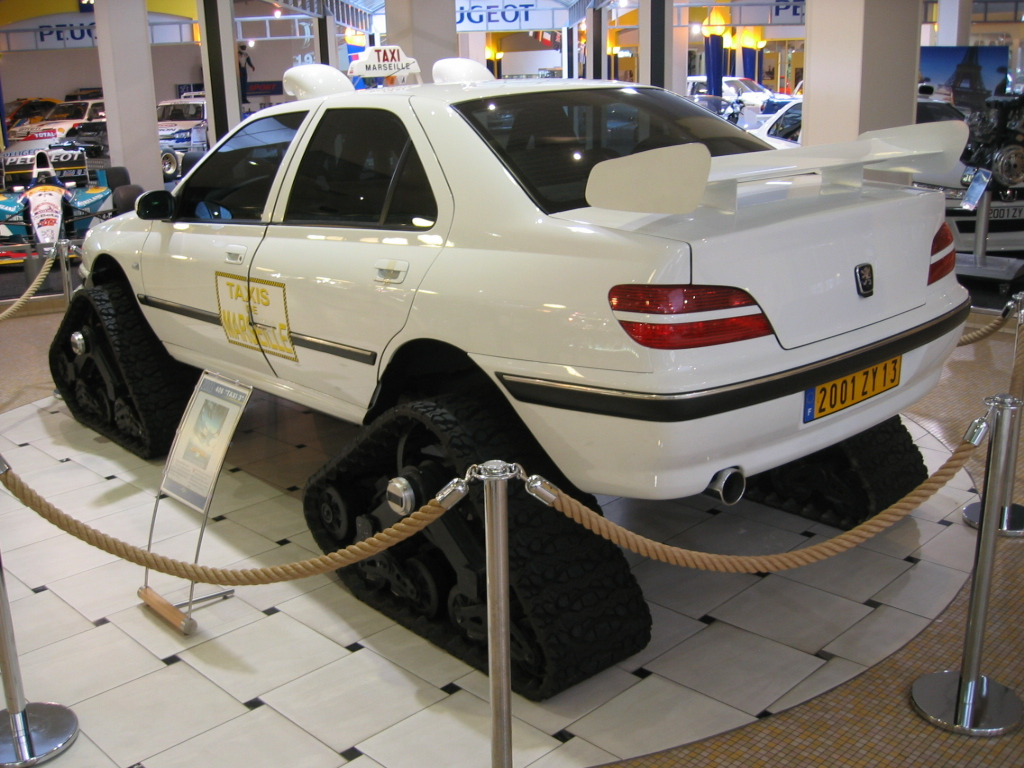
Peugeot 406 du film au Musée de l'Aventure Peugeot de Sochaux.

## Analyse